# Lucian Parfene
Lucian Parfene (Lucian Constantin Parfene) (25 februarie 1976, Iași, România), este scriitor, poet, prozator, dramaturg, teatrolog și jurnalist român contemporan.

## Biografie
Lucian Parfene s-a născut la Iași pe 25 februarie 1976. într-o familie în care tatăl Parfene Radu Dan era de profesie inginer agronom iar mama Parfene Licuța (nume de fată Coca), profesoară de istorie.

## Activitate literar

### Antologii
- “Poeți la Castel” - Editura Geneze, Galați, 1998.
- "Porni Luceafarul” – Botoșani, 1998, 1999.
- “Oglinzi Rotitoare” - Editura Marineasa, Timișoara, 2001.
- “Dicționarul Scriitorilor Ieșeni Contemporani” – ediție întocmită de Nicolaie Busuioc, Iași, 2002.
- “Antologia Virtualia", 2005.
- "Ziduri printre vii" antologie de poezie a clubului de lectură Zeroo+, editura Publishere, Iași, 2015.
- "Salonul de literatură Junimea", seria a treia, ediția 2014-2015, Iași.
- “Prietenii și literatura, Club 8, OuTopos și invitații lor”, antologie de Ana Săndulescu, Casa de Pariuri Literare, București, 2019.

### Volume colective
- ”Cărți, filme, muzici și alte distracții în comunism”, Editura Polirom, Iași, 2014, volum coordonat de Dan Lungu si Amelia Gheorghita (proză)
- "Cartea Copilăriei", Editura Polirom, Iași, 2016,  volum coordonat de Dan Lungu si Amelia Gheorghita (proză)

### Dramaturgie

#### Teatru
- "Te-a parasit, nu-i asa?" – regia Bogdan Ulmu, cu participarea actorilor  Denisa Pârțac și Erica Moldovan, coregrafia Cristina Todi, 2010 ;
- Premiera 25 februarie 2010, spațiu neconvențional (cladirea UAIC);
- Ateneu Tatarasi, Iași,  în perioada (martie – iunie) 2010;
- Club Hand, Iași, 25 iunie, 2010.

### Teatru Radiofonic
- "Te-a parasit, nu-i asa?" – (Teatru la microfon) – O Producție Radio Iași, decembrie 2010, Montaj Alex Aciobăniței, regia Bogdan Ulmu cu participarea actorilor Denisa Pârțac și Erica Moldovan.

### Apariții în reviste
Timpul, Cronica, Convorbiri Literare, Dacia Literară, Tiuk, Feed Back, Baadul Literar, Poezia, Familia, Scriptor, Zona Literară, Expres Cultural, Colocvii Teatrale, New York Magazin. 

### Participări
- Colocviul Tinerilor Scriitori al Uniunii Scriitorilor din România, edițiia I, București, 2006.[necesită citare]
- Festivalul Internațional „Poezia la Iași”, ediția I, Iași, 2014[necesită citare]

### Articole culturale, recenzii, cronici
- Publicate în Colocvii Teatrale, Evenimentul, Obiectiv, Jurnalul de Est, Adevărul, Flacăra Iașului.[necesită citare]

### Volume publicate

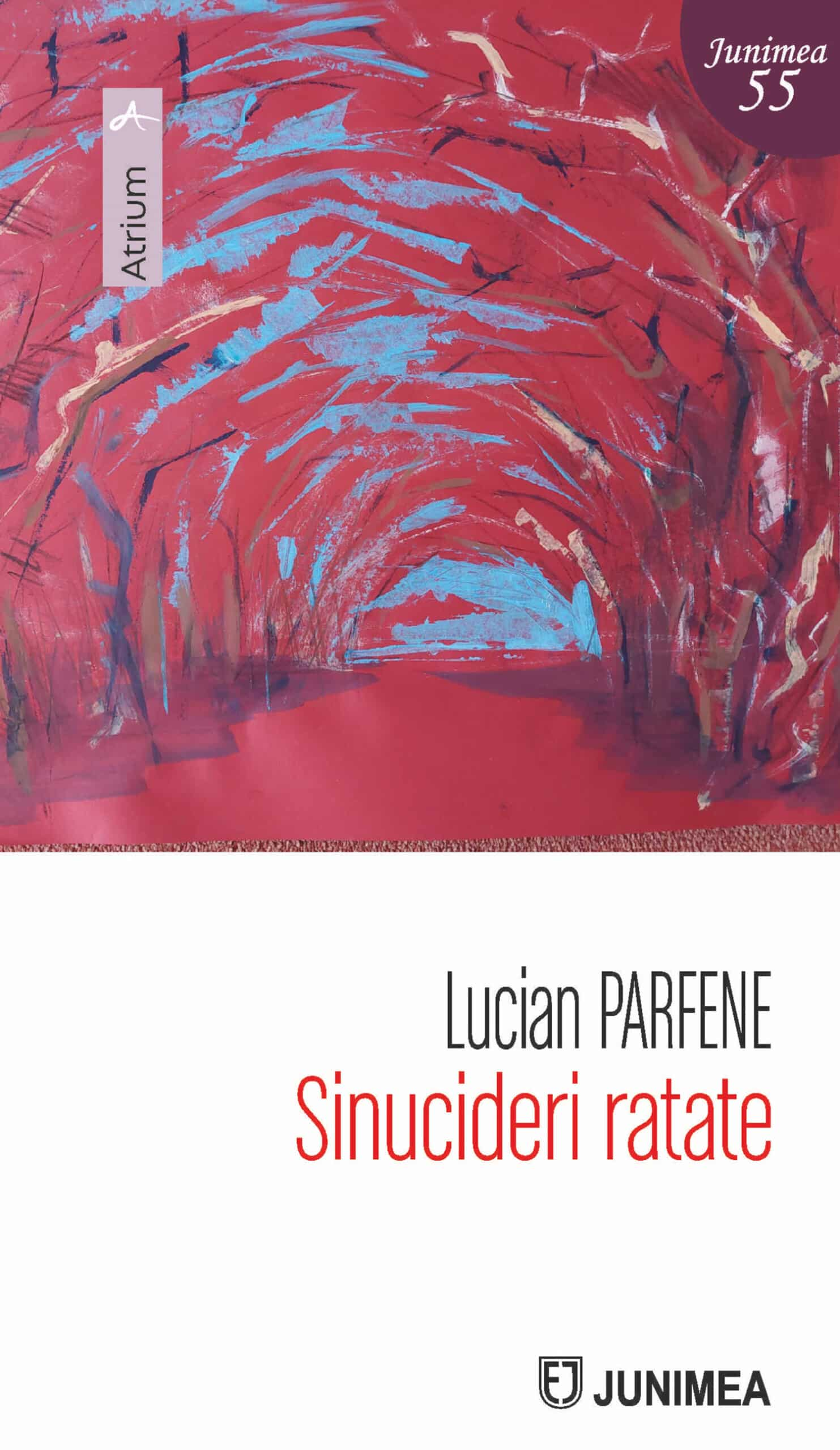
Sinucideri Ratate

1. “Ochiul Irod” – versuri, Editura Revistei “Convorbiri Literare“, Iași, 1999 ISBN 973-98221-1-8
2. "Femeia deja vue" - versuri, Editura "Opera Magna", Iași, 2007 ISBN 978-973-87243-9-6
3. „Sinucideri Ratate”, versuri, Editura "Junimea", Iași, 2024 ISBN 97897337-2798-9

### Membru activ al cenaclulurilor literare
- ”Salonul de literatură Junimea”, ținut de către scriitorul Emil Iordache, ulterior de Vasilian Doboș, la Casa Pogor din Iași;[necesită citare]
- ”OuTopos”, ținut de Șerban Alexandru (Mirel Cană) la Casa Dosoftei și Galeriile Pod-Pogor din Iași.[necesită citare]

## Afilieri
- din 12.01.1999 -  membru al CopyRo (Societate de Gestiune Colectivă a Drepturilor de Autor)

## Premii
- Premiul APLER – Asociația Editurilor și Publicațiilor Literare din România, pentru debut în volum,– Botoșani, 1999 (Poezie);[necesită citare]
- Premiul I, la Concursul Național de Creație Literară ”Vasile Voiculescu”, Buzău, 1999 (Poezie);[necesită citare]
- Premiul Editurii “Convorbiri Literare” la Festivalul Național de Poezie “Porni Luceafarul” – Botoșani, 1999 (Poezie);[necesită citare]
- Premiul II, la Festivalul Concurs Național de Poezie „V. Alecsandri” Ediția a doua, Mircești, 1998 (Poezie);  [necesită citare]
- Premiul ”Gheorghe Tomozei” la Festivalul Național de poezie ”Costache Conachi”, ediția a VI-a, Tecuci 22-23 mai 1998 (Poezie);[necesită citare]
- Premiul Revistei ”Viața Românească”, secțiunea grupaje de poezie, Festivalul National de Poezie “Porni Luceafarul” – Botoșani, 1998 (Poezie);[necesită citare]
- Premiul I la Festivalul Studențesc de Poezie – Timișoara, 2000 (Poezie);[necesită citare]
- Distincție acordată în cadrul Colocviilor de Literatură ”Poezia secolului XX” pentru debutul în volum (Ochiul Irod, Poezie – Aiud, 1999), (Poezie);[necesită citare]
- Diplomă de excelență la Concursul Național de proză Alexandru Odobescu”, ediția a XXII-a Călărași, 2002 (Proză);[necesită citare]
- Diplomă de participare la prima ediție a Festivalului Internațional „Poezia la Iași”, 2014 (Poezie).[necesită citare]

## Ecouri critice
- Liviu Apetroaie – Ziua de Iași,  An.2, Nr.505 (6 dec. 1999), p. 2.”Ochiul Irod” sau la o vorbă cu niște zei”[necesită citare]
- Liviu Apetroaie – Buna Ziua Iași, 10 apr. 2000, "Ochiul-interior",[necesită citare]
- Nicolaie Avram - Independentul, joi 23 decembrie 2010,  Morala unui debut ca la carte ”Ochiul Irod”[necesită citare]
- Ioana Sabău "Lucian Parfene, Ochiul Irod, Iași : Editura Convorbiri literare, 1999", Steaua, 51, nr. 7-8, 2000, p. 102.[necesită citare]
- Ioana Cistelecan – Baaadul Literar, anul II, nr.1(4), februarie 2008,  ”Lucrez într-o ocnă de cuvinte”[necesită citare]
- Călin Ciobotari, –  “Teatru ”Decrispat” marca Bogdan Ulmu”,  Revista Timpul, nr.3, martie, 2010, anul XI, nr.135 și  ulterior Revista on- line ”Teatruuage” – 16 martie 2010
- Călin Ciubotari – Istoria unei stagiuni (2009-210), Editura Princeps Edit, (p. 65-66), 2010[necesită citare]
- Dana Țîbrea –”Teatru Radiofonic” ”Ziarul de Iasi”, din 12 ianuarie 2011, nr.9 (5918)
- Livia Iacob - ”Cuvânt de Întâmpinare”, Revista Convorbiri Literare Nr.8(344) August 2024 (pag.102-103)
- Ioan Răducea - ”Tragism în particule redefinite”, Revista Scriptor, anul XI, serie nouă, nr.121-122(1-2/2025) ianuarie-februarie (pag.77-78)

## Interviuri
Ziarul Adevărul (16.07.2010)